# East Hampshire
East Hampshire är ett distrikt (motsvarande kommun) i grevskapet Hampshire i England, Storbritannien. Distriktet har 127 319 invånare (2022). 
Större orter är Alton, Bordon, Horndean och Petersfield (administrativ huvudort).  Distriktet är indelat i 40 civil parishes. 